# Sun Is Up
Sun Is Up is de eerste single van Inna's tweede studioalbum I Am the Club Rocker. De single is net als 10 Minutes geschreven en geproduceerd door Play & Win.

## Release & charts
In haar thuisland Roemenië werd de song eind juni 2010 uitgebracht. Daar haalde de single #2 als hoogste positie. Het belandde ook in de hitlijsten van Hongarije, Slowakije en Rusland.
De single is in het Verenigd Koninkrijk en ook in Nederland uitgebracht in 2011.

## Videoclip
De videoclip werd opgenomen in Marbella, Spanje en ging in première op 30 september op Inna's website. Na een week was de clip een miljoen keer bekeken op YouTube.

## Hitnoteringen

### Nederlandse Top 40
| Positie: | 26 | 23 | 19 | 18 | 13 | 11 | 11 | 12 | 10 | 9 | 9 | 11 | 14 | 20 | 20 | 29 | 35 | 38 | 39 | 40 | uit |

### NederlandseSingle Top 100
| Hitnotering: 26-02-2011 t/m 23-07-2011 | Hitnotering: 26-02-2011 t/m 23-07-2011 | Hitnotering: 26-02-2011 t/m 23-07-2011 | Hitnotering: 26-02-2011 t/m 23-07-2011 | Hitnotering: 26-02-2011 t/m 23-07-2011 | Hitnotering: 26-02-2011 t/m 23-07-2011 | Hitnotering: 26-02-2011 t/m 23-07-2011 | Hitnotering: 26-02-2011 t/m 23-07-2011 | Hitnotering: 26-02-2011 t/m 23-07-2011 | Hitnotering: 26-02-2011 t/m 23-07-2011 | Hitnotering: 26-02-2011 t/m 23-07-2011 | Hitnotering: 26-02-2011 t/m 23-07-2011 | Hitnotering: 26-02-2011 t/m 23-07-2011 |
| Week:                                  | 1                                      | 2                                      | 3                                      | 4                                      | 5                                      | 6                                      | 7                                      | 8                                      | 9                                      | 10                                     | 11                                     | 12                                     |
| -------------------------------------- | -------------------------------------- | -------------------------------------- | -------------------------------------- | -------------------------------------- | -------------------------------------- | -------------------------------------- | -------------------------------------- | -------------------------------------- | -------------------------------------- | -------------------------------------- | -------------------------------------- | -------------------------------------- |
| Positie:                               | 44                                     | 15                                     | 16                                     | 14                                     | 14                                     | 7                                      | 11                                     | 20                                     | 19                                     | 17                                     | 15                                     | 24                                     |
| Week:                                  | 13                                     | 14                                     | 15                                     | 16                                     | 17                                     | 18                                     | 19                                     | 20                                     | 21                                     | 22                                     |                                        |                                        |
| Positie:                               | 21                                     | 25                                     | 28                                     | 33                                     | 32                                     | 42                                     | 45                                     | 45                                     | 49                                     | 65                                     | uit                                    |                                        |

### VlaamseUltratop 50
| Hitnotering: 19-03-2011 t/m 21-05-2011 | Hitnotering: 19-03-2011 t/m 21-05-2011 | Hitnotering: 19-03-2011 t/m 21-05-2011 | Hitnotering: 19-03-2011 t/m 21-05-2011 | Hitnotering: 19-03-2011 t/m 21-05-2011 | Hitnotering: 19-03-2011 t/m 21-05-2011 | Hitnotering: 19-03-2011 t/m 21-05-2011 | Hitnotering: 19-03-2011 t/m 21-05-2011 | Hitnotering: 19-03-2011 t/m 21-05-2011 | Hitnotering: 19-03-2011 t/m 21-05-2011 | Hitnotering: 19-03-2011 t/m 21-05-2011 | Hitnotering: 19-03-2011 t/m 21-05-2011 |
| Week:                                  | 1                                      | 2                                      | 3                                      | 4                                      | 5                                      | 6                                      | 7                                      | 8                                      | 9                                      | 10                                     |                                        |
| -------------------------------------- | -------------------------------------- | -------------------------------------- | -------------------------------------- | -------------------------------------- | -------------------------------------- | -------------------------------------- | -------------------------------------- | -------------------------------------- | -------------------------------------- | -------------------------------------- | -------------------------------------- |
| Positie:                               | 37                                     | 18                                     | 17                                     | 25                                     | 30                                     | 30                                     | 29                                     | 38                                     | 38                                     | 44                                     | uit                                    |